# Wojdyło (doradca)

Wzór pieczęci stosowanej przez Wojdyłę

Wojdyło (lit. Vaidila) (zm. 1381) – litewski bojar, bliski współpracownik i doradca Jagiełły, a także jego szwagier i starosta lidzki.

## Życiorys
Według źródeł litewskich Wojdyło miał być piekarzem, który dostał się na dwór wielkiego księcia Olgierda. Potem miał zajmować się usługami pokojowymi na książęcym dworze i awansować na stanowisko podczaszego, osiągnął także godność starosty lidzkiego. Latopis wielkich książąt litewskich nazywa Wojdyłę mianem chłopa, jednak może to być praktyką mającą na celu zdyskredytowanie i ośmieszenie Wojdyły, bowiem ówcześnie chłopami nazywano także osoby, które były zbyt dumne i chętnie sięgały po władzę. Część historyków twierdzi, że w rzeczywistości Wojdyło mógł wywodzić się z możnego rodu, a przedstawianie go jako chłopa mogło być wytworem propagandy sojuszników Kiejstuta. Gdyby przytaczana przez litewskie latopisy historia o chłopskim pochodzeniu Wojdyły była prawdziwa, byłby on jednym z najbardziej jaskrawych przykładów pionowej ruchliwości społecznej i awansu społecznego w pogańskiej Litwie.
Wojdyło stał się jednym z najbardziej zaufanych doradców młodego księcia Jagiełły i jedną z osób o największym wpływie na niego. W 1379 roku ożenił się z Marią Olgierdówną, siostrą Jagiełły i księżniczką z rodu Giedyminowiczów, co zostało uznane za mezalians. Małżeństwo to było złamaniem dotychczasowej tradycji i jest jedynym znanym małżeństwem, w którym księżniczka z rodu Giedyminowiczów wyszła za mąż za litewskiego bojara.
Świadek rozejmu zawartego między Litwą a krzyżakami w 1379 roku i traktatu w Dawidyszkach. Za zasługi w negocjacjach pokojowych między Litwą a krzyżakami otrzymał od zakonu ziemie na pograniczu żmudzo-inflanckim. Źródła wskazują go, wraz z Julianną twerską, jako jednego z inicjatorów traktatu w Dawidyszkach. Traktat był tajnym porozumieniem zawartym pomiędzy wielkim księciem litewskim Jagiełłą a wielkim mistrzem zakonu krzyżackiego Winrichem von Kniprode, które było wymierzone przeciwko Kiejstutowi. Wojdyło jest uznawany za wroga księcia Kiejstuta i jeden z powodów konfliktu pomiędzy nim a księciem Jagiełłą.
Po zajęciu Wilna przez Kiejstuta w 1381 roku (w ramach litewskiej wojny domowej) został powieszony z jego rozkazu. Jagiełło pomścił śmierć Wojdyły zabijając krewnych Biruty, żony Kiejstuta.

## W literaturze
Wojdyło jest wzmiankowany w:
- dramacie Wallenrod autorstwa Juliusza Słowackiego - nie występuje jako jedna z osób dramatu, jednak pojawia się kilkukrotnie w dialogach między nimi[8][9].
- utworze Kiejstut wchodzącym w skład Śpiewek o dawnych Litwinach do 1434 roku autorstwa Jana Czeczota[10]

## W filmie
Postać Wojdyły pojawia się w polskim serialu Korona królów. W jego rolę wcielił się Andrey Zhuravsky.